# Chrysis elegans
Espèce
Taxons de rang inférieur
- Chrysis elegans elegans Lepeletier, 1806
- Chrysis elegans interrogata Linsenmaier, 1959
- Chrysis elegans transcaspica Mocsáry, 1889

Chrysis elegans est une espèce d'hyménoptères de la famille des Chrysididae. Elle est trouvée dans la sud de l'Europe.